# Labbas
Labbas är en sjö i Arjeplogs kommun i Lappland som ingår i Piteälvens huvudavrinningsområde. Sjön har en area på 21,2 kvadratkilometer och ligger 489 meter över havet. Labbas avvattnas genom ett kort sund till sjön Rahppen, som i sin tur avvattnas av vattendraget Rahppenjåhkå (äldre stavning Rappenjåkkå).
Labbas ligger vid byn Sundnäs, 40 kilometer norr om Arjeplog.
Sjön är lokalt känd för gott rödingfiske. Astrid Lindgren använde också Labbas som namn i Ronja Rövardotter. Namnet tog hon via en bilatlas.

## Delavrinningsområde
Labbas ingår i delavrinningsområde (737007-157831) som SMHI kallar för Utloppet av Labbas. Medelhöjden är 556 meter över havet och ytan är 122,28 kvadratkilometer. Räknas de 13 avrinningsområdena uppströms in blir den ackumulerade arean 227,14 kvadratkilometer. Rappenjåkkå som avvattnar avrinningsområdet har biflödesordning 2, vilket innebär att vattnet flödar genom totalt 2 vattendrag innan det når havet efter 270 kilometer. Avrinningsområdet består mestadels av skog (79 procent). Avrinningsområdet har 22,25 kvadratkilometer vattenytor vilket ger det en sjöprocent på 18,2 procent.